# A Thornberry család
A Thornberry család (eredeti cím: The Wild Thornberrys) amerikai televíziós rajzfilmsorozat, amelyet Cathy Malkasian és Jeff McGrath rendezett. A forgatókönyvet Kate Boutilier írta. Egy természetjáró és természetfilmeket is készítő családról szól; a főhős tud beszélni az állatok nyelvén.
Amerikában a Nickelodeonon tűzték műsorra. Magyarországon is a Nickelodeon vetítette 2010. február 15-éig (a bemutató dátuma ismeretlen), de a Viasat3 is leadta.
Különlegességként megemlítendő, hogy eredetileg felnőtteknek szóló rajzfilmsorozatnak szánták.

## Szereplők
- Eliza Thornberry – A főszereplő lány, 12 éves. Tud beszélni az állatokkal.
- Nigel Thornberry – Az apa, nagyon vicces.
- Marianne Thornberry – Az anya, ő kezeli a kamerát.
- Debbie Thornberry – A 16 éves tinédzserlány. Utálja a szüleit és a természetet, és inkább a lányos és modern dolgokkal szeretne foglalkozni.
- Donnie Thornberry – Egy kis vadgyerek, 4 éves, de a Donnie eredete c. epizódban 5 éves lett. A Thornberry család a vadonban találta őt.
- Darwin Thornberry – Egy csimpánz, Eliza találta, és a család befogadta.